# Sepedon aquaticus
Sepedon aquaticus är en tvåvingeart som först beskrevs av Jean-Baptiste Robineau-Desvoidy 1830.  Sepedon aquaticus ingår i släktet Sepedon och familjen kärrflugor.
Artens utbredningsområde är Frankrike. Inga underarter finns listade i Catalogue of Life.